# ديميتري دوراند
ديميتري دوراند (بالفرنسية: Dimitri Durand)‏ (2 أبريل 1982 في فرنسا - ) هو لاعب كرة قدم فرنسي في مركز الهجوم. لعب مع نادي النجم الأحمر سانت أوين ونادي تشيربورغ ونادي كريتيل ونادي لوكوموتيف بلوفديف وVillemomble Sports ‏.

## وصلات خارجية
- ديميتري دوراند على موقع قاعدة بيانات كرة القدم.إي يو (الإنجليزية)
- ديميتري دوراند على موقع ليكيب (الفرنسية)
- ديميتري دوراند على موقع Soccerway.com (الإنجليزية)